# Martirij
Martirij (lat.: martyrium ili martyrion) (množina, "martiriji") je građevina ili dio građevine na mjestu koje je bilo, ili je usko povezano s životom ili relikvijom mučenika. Specifičnog je arhitektonskog oblika i usredotočena je na središnji dio, pa je stoga i izgrađena u odnosu na isti, odnosno kružnog, ponekad osmerokutnog, ili čak križnog oblika. Ove građevine mogu biti grobovi, grobne crkve, kripte i mauzoleji. Uglavnom se nalaze u Palestini, Siriji, Armeniji, Maloj Aziji kao i drugim područjima kršćanskog zapada.

## Povijest
Najstariji kršćanski martiriji su građeni na "mjestima koja svjedoče snazi kršćanske vjere: bilo upućivanjem na događaje iz Kristovog života, bilo na samu pasiju, bilo na natkrivanje grobnica mučenika".  Martirji, kao uglavnom male građevine, radili su se često nakon ranog 4. stoljeća, odnosno od vremena kad je Konstantin I. Veliki  (272. – 337.) postao car (306. – 337.) koji će u rimskom carstvu proklamirati vjersku toleranciju prema kršćanstvu, što je označilo prijelomnu točku u povijesti kršćanstva kao, u to vrijeme, trećoj monoteističkoj religiji uz Judaizam i Zoroastrizam.

U to vrijeme martirij nije imao neki određeni arhitektonski stil pa se njegova izvedba nalazi u širokom rasponu umjetničkog 
oblikovanja u prostoru. Često je bio samo upušteni pod ili dio njega, kako bi vjernike približio ostatcima svetaca, te je imao mali otvor zvani fenestella, koji se protezao od oltarne menze do samoga groba.

Kasnije su se relikvije svetaca češće prenosile u samu crkvu, nego što su crkve građene iznad grobnica. Prvo  
prenošenje relikvija je zabilježeno u Antiohiji 354. godine, kada su ostatci sv. Babilonija, koji su bili u sarkofagu, premješteni u novoizgrađenu crkvu.

## Razvoj
Arhitektonski oblik martirija se razvija preuzimajući elemente rimske arhitekture, a uglavnom se temelji na carskim mauzolejima. Tu formu je Konstantin Veliki primijenio na Isusovom grobu u bazilici svetoga Groba, poznatoj i kao Anastazis (od grčkog: Ναός της Αναστάσεως - Naos tes Anastaseos - "Hram uskrsnuća"); u Jeruzalemu, čija je izgradnja trajala od 327. do 335. godine; zatim na Apostolskoj crkvi u Carigradu, kao i na okruglom mauzoleju u Rimu (crkva sv. Konstance) koji je podigao za svoje kćeri.
 Prvi korak prema stvaranju crkve temeljene na formi carskog mauzoleja učinjen je oko 320. godine kada je Konstantin, ono što je trebalo postati njegov osobni mauzolej, povezao s crkvenom strukturom. Ta forma je kasnije našla svoju primjenu u ranoj islamskoj arhitekturi, i kao takva je zaživjela u stvaranju svetišta poznatog kao Kupola na stijeni u Jeruzalemu, još poznata i kao Omarova džamija ili Zlatna kupola, izgrađena u stilu Konstantinove rotunde (od lat. rotundus - oblik građevine koja ima kružnu osnovu) - okrugle bazilike sv. Groba. Navodno, jedna od namjera izgradnje toga svetišta je bila da stvori "dijalog (dvaju) svetišta", dok je na baziliku sv. Groba gledala sa svog dominantnog položaja na brdu hrama.

Centralni plan martirij crkve je postao oblik koji je kasnije svoju primjenu našao u izgradnji važnih crkava u kojima se nisu čuvale vrijedne relikvije, a očiti primjeri toga se mogu zapaziti kod Konstantinovog "Zlatnog Oktogona" u Antiohiji, možda i osmerokutnoj crkvi iz Cezareje Maritime (izgrađenoj oko 480. – 500.), bazilici San Vitale u Ravenni (526-547), kao i Palatinskoj kapeli u Aachenu koja je izgrađena između 792. i 805. godine kao dvorska kapela Karla Velikog; (iako dvorac više ne postoji, kapela je sačuvana i danas zauzima centralni prostor katedrale u Aachenu).

## Primjeri značajnijih martirija
Martiriji koji su, cijeli ili djelomično, ostali u svome izvornom obliku, uključuju sljedeće građevine:

- Bazilika Svetoga groba[8] u Jeruzalemu, od svih zauzima najvažnije mjesto kod kršćana, a istu je utemeljio Konstantin Veliki, a radovi su trajali od 327. do 335. godine,
- Bazilika Rođenja Isusova u Betlehemu, izgrađena po Konstantinovu nalogu 333. godine kod spilje Isusova rođenja. U 4. st. bila je zamijenjena sadašnjom građevinom zahvatom cara Justinijana,
- crkva sv. Konstance[9] (lat. Constanza) u Rimu, prvotno mauzolej kojeg je dao izgraditi Konstantin za njegove kćeri Konstancu i Helenu,
- bazilika sv. Lorenca[10] u Milanu, vjerojatno datira iz 4. stoljeća, iako najstariji dio crkve, koji je sada uočljiv, je susjedni carski mauzolej iz 4. stoljeća,

- Bazilika sv. Petra u Rimu. Staru baziliku sv. Petra, najglasovitiju i najveću starokršćansku baziliku, sagradio je car Konstantin Veliki na molbu pape Silvestra I. još 326. godine na mjestu mučeništva sv. Petra, u blizini Neronovog cirkusa,
- bazilika sv. Stjepana[11] u Rimu izgrađena krajem 5. stoljeća,
- građevina koja ima tri apside iznad katakombi[12] Kalikstija u Rimu,
- jezgra iz 4. stoljeća, kasnije znatno proširene bazilike Sv. Gereona,[13] Köln,
- Crkva sv. Šimuna Stilita kod Alepa, Sirija, 5. stoljeće, također je bila vrlo velika građevina, ali je sada u ruševinama,
- Teodorikov mauzolej, najznačajniji primjer ostrogotske arhitekture, izgrađen oko 520. godine u okolici Ravene, Italija.

Među čuvene martirije spadaju i:
- martirij sv. Denisa,[14] brdo Montmartre u Parizu,
- martirij sv. Hripsime[15] u gradu Vagharshapat[16] (Etchmiadzin), Armenija
- crkva sv. Petra u rimskoj općini Montoria, Italija, koja u svom dvorištu ima i tempieto[17] (tal. tempietto "mali hram"), mali komemorativni martirij koji je izgrađen, vjerojatno oko 1502. godine, po nacrtima talijanskog arhitekta Donata Bramante (1444. – 1514.)

## Etimologija
Podrijetlo imena kršćanskog martirija je kako slijedi: od drevnog grčkog μάρτι, martys: "svjedok";  martyrion: 
"svjedočenje", do kasnog i crkvenog latinskog: martyrium "martirij".